# Famille Briansiaux
 (novembre 2012).
 (novembre 2012).
Les ouvrages d’histoire évoquent la famille Briansiaux pour la réussite commerciale de François-Charles Briansiaux (1769-1825) et de son frère aîné, Mathieu-Joseph (1758-1814) .
Au début du XIXe, la maison Briansiaux est considérée comme une  puissante maison à Lille. Les Briansiaux sont les héritiers de corsaires dunkerquois. L’ancre sur leurs armoiries indique qu'ils sont des gens de mer,.
Mathieu Briansiaux (1693-1766), établi à Gravelines, marié à Madeleine Hochart, est marchand épicier et négociant à Dunkerque. Il est aussi armateur pour la pêche à la morue à Terre-Neuve. Il transforme parfois ses bâtiments en navire de guerre. Au gré des besoins militaires, il loue une partie de sa flotte à des corsaires. Munis de « lettres de représailles », ces derniers, quoique simples particuliers, étaient habilités à capturer les vaisseaux de commerce de la nation ennemie. Il meurt en 1766 et « laissa 300 000 livres et 5 garçons ».
Jean-Louis Briansiaux de Milleville (1727-mort sous la Révolution à Paris) est négociant, armateur mais aussi banquier. Il est le principal armateur de Dunkerque. Sa fortune lui permet d’armer au moins dix huit corsaires à Dunkerque pendant la guerre déclarée, en janvier 1756, à l’Angleterre. Il fait un « tort notable au commerce des ennemis ». Le produit de ses corsaires fait « circuler un argent immense dans la Flandre ».
Dans l'article qu'il lui consacre dans la Revue du Nord en 1911, Henri Malo écrit : « Son nom est intimement lié à l'histoire de la course à Dunkerque pendant la Guerre de Sept Ans et la guerre de l'indépendance américaine : il remua des millions ; il mourut sur la paille. »

## Savonnette à vilain
Le 8 octobre 1759 à Lille, il achète pour 66 000 livres la charge de « Conseiller secrétaire du Roi, Maison-Couronne de France et de ses finances ». Il la revend le 14 janvier 1773 pour 80 000 livres : « J’eus la folie comme tant d’autres, d’acheter une charge de ci-devant secrétaire du roi, qu’on appelait avec raison « savonnette à vilain », je la revendis quelques années après, de manière que je ne conservai rien de ces ridicules privilèges… » dit-il, en 1794, à la tribune de la Société populaire.
La même année, Briansiaux se met à découvert de « sommes considérables et altère son crédit pour aider le Roi de ses propres fonds et faciliter les armements qui se faisaient à Dunkerque ».
En septembre 1759, le corsaire François Thurot (1727-1760) écrit aux ministres de Louis XV  pour rendre hommage à « la façon généreuse dont ce patriote s’est porté pour me secourir de son argent et de son crédit, afin de me mettre en état d’exécuter mes ordres ». Briansiaux vient de lui prêter 200 000 livres pour une expédition secrète contre les Anglais.

## Une goutte d’eau dans un grand incendie
Il n'est jamais remboursé. En 1789, il évalue sa créance à 900 000 livres. Il ne réclame que la moitié.
En 1769, il est présenté au Roi du Danemark. Il en reçoit une gratification de 20 000 livres : un de ses vaisseaux corsaires a été capturé, en 1761, par les Anglais dans un port neutre de Norvège. Il est emprisonné pendant trois mois à Dunkerque, en 1774, pour une vieille dette. Sa famille vient à son secours et le fait libérer.
Il est l'auteur de nombreux mémoires, de 1763 à 1797, « relatifs au bien de la chose publique qui doit aller avant tout ». Il serait à l’origine d’un arrêt de 1763 concernant la pêche de la morue d’Islande et de Terre-Neuve, ou encore de projets sur les ports francs, la pêche à la baleine, l’exportation des morues en Amérique, etc.
En 1777, chargé de pouvoir d’une maison de commerce de Dunkerque, il vient à Paris proposer la construction de vaisseaux pour le commerce avec la Russie, l’Inde, le Levant.
Installé à Paris, il habite en chambre garnie au 428, rue Saint-Denis, avec sa nouvelle épouse, Anne Marie Boullye, fille d’un procureur général au bureau des finances de Soissons, et ses deux filles, Julie (1759-1836) et Émilie (1761-1828).
À partir de 1783, il va de bureau en bureau pour réclamer à l’État le paiement de sa vieille créance. Il est éconduit par les départements de la Marine, des Affaires étrangères et des Finances. Il ne reçoit, de 1784 à 1789, que 5 790 livres.
À ses demandes, on objecte que « sa réclamation et sa dette étant anciennes, difficilement, elles pourraient être accueillies », que, par ailleurs, « il étendait beaucoup ses prétentions et qu’il faisait bien de bruit, comme s’il avait prêté et perdu des millions », ou encore que son anoblissement, en 1765, constitue une compensation.
Briansiaux reproche aux administrateurs royaux leur coupable luxe, leurs orgies et leurs richesses scandaleuses ; en réponse, ils lui suggèrent de solliciter un emploi dans les fermes.
Il demande au Roi de le dépouiller de ses lettres de noblesse, avant qu’il se laisse avilir au point de devenir employé de ferme.
En 1789, il raconte son infortune aux nouveaux députés. Pétion de Villeneuve lui assure qu’il sera son défenseur. Mirabeau rend hommage à son zèle à servir la cause commune.
La veille de Noël 1789, le banquier présente un placet à Messeigneurs les députés du peuple français : il réclame son dû.
Il est admis dans la garde nationale parisienne le 11 octobre 1789.
En octobre 1790, il adresse à l’abbé Sieyes, un mémoire de 15 pages intitulé La chose publique. Il suggère des réformes, notamment sur les droits de douane, souhaite que soit encouragée la pêche à la baleine et prohibée l’entrée des harengs et des maquereaux salés venant de l’étranger, affirme que les pêches et la navigation du nord produisent des marins robustes ; celles de l’Afrique et de l’Amérique les énervent et les détruisent.

## Marchands jusqu’à débiter un liard de poivre
Le 22 avril 1792, il est admis à la barre de l’Assemblée nationale. Le procès-verbal des débats mentionne qu’il réclame : des indemnités pour raison des avances qu’il a faites au gouvernement, un secours provisoire et le rétablissement d’une pension de 1 000 livres sur la caisse des invalides de la marine, qui a été supprimée par décret.
Le même jour, il fait offrande à la nation, pour en consacrer le prix aux frais de la guerre, d’une croix du ci-devant Ordre de Saint-Michel qu’il a portée pendant 24 ans. Le président de séance lui accorde les honneurs de l’assemblée, qui ordonne mention honorable de l’offrande au procès-verbal.
Le 10 août 1792, un décret vient de mettre fin au gouvernement et surtout à la monarchie. L’armateur dunkerquois soutient que les députés le mettent sur les rangs pour remplacer le ministre de la Marine.
Le 19 mars 1794, le citoyen Résine (ci-devant Jean-Louis) Briansiaux, négociant armateur pendant 33 ans, à Dune libre, prononce un discours à la tribune de la Société populaire et républicaine de la section de Bonconseil. Le texte sera publié avec quelques ajoutés servant de mémoire. L’exemplaire conservé à la Bibliothèque Nationale, mentionne, manuscritement sous la signature de Briansiaux (et probablement de sa main), la nouvelle adresse, significative : 21, rue de la Grande Truanderie, café des Négociants.
Une plume a biffé le sobriquet Résine ci-devant devant le nom de l’orateur.
Résine rappelle avoir proposé, en mai 1793, à l’un des membres du Comité de salut public, l’armement de 3 à 4 frégates de 24 à 30 canons et de deux vaisseaux de moindre force pour une expédition secrète. L’armateur de 63 ans se voit embarqué dans cette guerre de course en qualité de Commissaire national. Il pense pouvoir capturer en deux mois au moins une centaine de vaisseaux ennemis. Ils seraient chargés non pas de sucre et de café, (on peut en grande partie s'en passer), ni de cargaisons richissimes, (fût-ce même d’or et d’argent), mais d'articles pour la construction, gréements et armements des vaisseaux de la République.
Les Jacobins décrètent n’admettre aucun ci-devant noble. Briansiaux de Milleville leur affirme que c’est un malheur à ajouter à ceux qui l’accablent depuis si longtemps. On lui oppose que dans l’ancien régime, il a recherché et obtenu deux fois le brevet de noble ; qu'il a reçu une décoration très recherchée par les roturiers ; et qu'il n’a renoncé à la ci-devant noblesse qu’une fois cette dernière abolie.
Briansiaux jure, devant les bustes de Marat et de Lepelletier, qu’à l’époque, il ignorait absolument le décret qui avait aboli les titres de noblesse et le cordon du mérite. Il soutient qu’il n’a pas cette tache originelle, qu’il vient d’une famille de marchands jusqu’à débiter un liard de poivre, et que ces grâces honorifiques dues à la valeur et aux services ne furent point le prix de l’intrigue ni de l’or.
Jusqu’en 1797, le département de la marine lui accorde indemnités à titre de secours ou pour récompenser les mémoires qu’il continue d’écrire. Il est admis à l'hospice des Incurables par décision du Directoire en date du 29 mai 1797. Le procès verbal mentionne Brianciaux, ex-armateur à Dunkerque, connu pour services rendus à la marine, réduit à une extrême infortune (AF III 455, plaquette 2713, pièce 13).
Il meurt à une date inconnue, ruiné.
La Bibliothèque Nationale conserve certains de ses ouvrages, notamment Armements en course à Dunkerque durant la guerre de 1756 jusqu'en 1762. Cet in-folio de 64 pages est un présent et aussi un faire-valoir. Un exemplaire de l’édition de 1765 – année de son anoblissement - est aux armes de Louis Phélypeaux, duc de La Vrillière, (secrétaire d'État de 1725 à 1775). Un exemplaire imprimé en 1772 – année d’un versement de 100 pistoles par le département de la Marine, « de l’eau pour boire » - est aux armes du ministre de la Marine (1771-1774), Pierre-Étienne Bourgeois de Boyne.

## Héritiers des Bart
Le frère de Jean-Louis Briansiaux de Milleville, Philippe Briansiaux (1729-1799), simple courtier, ne laisse à sa mort que les traces d’une ancienne fortune. Il épouse Florence Viguereux (1729-1813), nièce de François-Cornil Bart, fils de Jean Bart. « Louis XIV a anobli Jean Bart pour sa bravoure et Louis XV, Briansiaux de Milleville parce qu'il avait fait faillite », écrira Henri Malo.
En 1702, le fils aîné du célèbre Jean Bart, François-Cornil, vice-amiral de France pour les mers du Ponant, Grand Croix de St Louis (1677-1750), épouse en effet Marie Catherine Viguereux (1686-1741), tante de Florence Briansiaux-Viguereux.
En 1785, il ne subsiste du couple Bart-Viguereux que Marie-Catherine Bart, vieille demoiselle née en 1706. Elle vit à Paris. Son frère, Philippe François, gouverneur de Saint-Domingue de 1757 à 1762, meurt en 1784. Son autre frère, Gaspard François, ingénieur au corps de génie et colonel, meurt en 1782.
Le 8 juillet 1785, une sentence du Châtelet de Paris reconnait officiellement la qualité d'héritière de la petite-fille de Jean Bart à Florence Briansiaux Viguereux.
Sur cet héritage prestigieux, une lettre singulière a été commencée du vivant de la cousine parisienne et achevée après son trépas :
« Je crains bien, Monsieur, que ma lettre ne vous parvienne pas aussitôt que la fin de Mademoiselle Bart, votre cousine arrive. Depuis le 6 de janvier dernier, elle a essuyé beaucoup d'attaques de goutte … Il court un bruit qui, je crois, est fondé – écrit le père de Vibagnac de la communauté de St Roch à Paris - que Madame votre mère est son héritière. Je vous prie de prendre les moyens pour qu’elle sache cette nouvelle bien triste avec toute la modération possible. Son exécuteur testamentaire s’appelle Monsieur de Lau, demeurant rue Grenelle St Honoré. Je crois qu’il est bon qu’elle lui arrive pour entrer un peu dans la matière sur l’héritage présomptif de sa cousine. Je vous donnerai avis du décès afin que vous ou madame votre mère veniez ou afin que vous envoyiez votre procuration. Je vous préviens que l’appartement qu'elle occupe est fort cher, qu'elle en avait cédé la moitié à un évêque, qui devait lui donner 1 200 livres pour un an, terme de l'échéance de son bail, que tout a été loué meublé et qu’il y a une grande perte à ne pas continuer le marché. Il est loué depuis le 1er avril courant sans écrit et sur parole seulement. J’espère que Madame votre mère tiendra le marché de sa cousine. Les soins qu'elle a eus sont sans borne de la part de ses domestiques et ses amis. Je ne l’ai pas quittée depuis plus de trois mois, je lui devais par la grande amitié que le frère et la sœur ont eue pour moi depuis 9 ans. Je vous ai promis, lorsque vous êtes venu a Paris, de ménager auprès de cette parente vos intérêts. Vous êtes à même de voir réaliser ma promesse quoiqu'elle soit bien portée pour votre famille. Ne dites mot à qui que ce soit de ce que je vous mande jusqu’à ce que je vous ai donné de mes nouvelles de sa mort ou de son état (…) »
Sous la signature du père de Vibagnac figure la singulière mention suivante: « Je vous avertis qu’au moment où cette lettre partait, votre cousine est morte et qu’il y a un des descendants de la veuve Vanveeschel qui a fait apposer les scellés partout."
Mathieu-Joseph (1758-1814) et François-Charles (1769-1825), parmi les huit enfants du couple Briansiaux-Viguereux, sont les deux seuls à passer les trente ans.

## Spéculateurs
Le plus jeune d'entre eux - étroitement associé à son frère Mathieu-Joseph - joue un rôle éminent dans le négoce lillois sous l’Empire.
Dès 1792, François-Charles spécule sur la réouverture de la vieille route des Antilles. Il est ensuite à la tête de la Compagnie d’assurances maritimes de Lille. Grâce à des contrats de fourniture aux armées, il profite de la guerre. Il suit les opérations en détail : « Soit pour la paix ou continuation de la guerre, il y a quelque chose à faire en l’un ou l’autre cas », lui écrit un correspondant en 1806. Il achète des biens nationaux.
Parallèlement à son négoce, son commerce s’étend à diverses marchandises : produits coloniaux, vins, grains, huile, miel, savon, jamais au textile. Il se spécialise un moment dans la liquidation des faillites.
En 1810, l’héritier des corsaires s’installe à terre. Il acquiert le domaine de St-Augustin, abbaye de prémontrés à Thérouanne. Ce bien foncier lui permet d’obtenir des financements pour ses affaires.
La même année, le préfet retient son nom dans la liste des sept négociants lillois distingués par leur fortune, leur probité, leur talent et leur succès. Pour Jean-Pierre Hirsch : « son succès se mesure bien autant à l’étendue de sa correspondance qu’à son chiffre d’affaires et sa maison valait ce que valait l’ensemble de son réseau. »
Une des filles de François-Charles, Adeline, née en 1811, épouse, en secondes noces, Louis Anatole Napoléon, comte de Montbrun. Il est le fils du général de division Louis-Pierre de Montbrun (1779-1812), cavalier de Napoléon et mort à la bataille de la Moskova.
Quatre cent deux cartons de ses archives personnelles et commerciales ont été déposés aux archives nationales en 1949 et récemment confiés aux archives du monde du travail à Roubaix (CAMT). C'est le fonds le plus riche dont on dispose aujourd’hui pour parler du négoce français au tournant des deux siècles, 
Mathieu-Joseph Briansiaux (1758-1814) épouse Philippine Deterre, d’une famille d’armateur. Ils ont deux enfants. Philippe Joseph Briansiaux (1793-1827) épouse une Bigo.
La fille des Briansiaux-Deterre, Joséphine Briansiaux (1796-1870), épouse Charles Desrousseaux, un des fils né en 1790, d’Auguste Desrousseaux-Gossart (1744-1826), notaire lillois. Charles deviendra fabricant de genièvre à Dunkerque. Avec lui, l’héritière des corsaires aura plusieurs enfants .
Leur fils, Gustave Desrousseaux (1823-1886), brasseur à Lille, épouse Clémence Ovigneur (1831-1886). Elle est la fille d'un filtier lillois, et la petite-fille d'un héros légendaire de la Révolution à Lille : le Capitaine Ovigneur, décoré de la légion d'honneur par Napoléon en 1810 et lui-même filtier.
Les descendants des Briansiaux dunkerquois se comptent aujourd'hui — et pour ne citer qu'elles — parmi les familles Bigo, Scrive, Le Blan, de Montbrun, Barrois, Masurel, Tiberghien et Plouvier.